# Monoxenus aethiopicus
Monoxenus aethiopicus är en skalbaggsart som först beskrevs av Müller 1941.  Monoxenus aethiopicus ingår i släktet Monoxenus och familjen långhorningar. Inga underarter finns listade i Catalogue of Life.